# Lafayette County (Missouri)
Das Lafayette County ist ein County im US-amerikanischen Bundesstaat Missouri. Im Jahr 2020 hatte das County 32.984 Einwohner und eine Bevölkerungsdichte von 20,2 Einwohnern pro Quadratkilometer. Der Verwaltungssitz (County Seat) ist Lexington.
Das Lafayette County ist Bestandteil der Metropolregion Kansas City.

## Geographie
Das County liegt im mittleren Nordwesten von Missouri und wird im Norden vom Missouri River begrenzt. Es hat eine Fläche von 1655 Quadratkilometern, wovon 25 Quadratkilometer Wasserfläche sind. An das Lafayette County grenzen folgende Nachbarcountys:
| Ray County     |                | Carroll County |
| Jackson County |                | Saline County  |
|                | Johnson County | Pettis County  |

## Geschichte

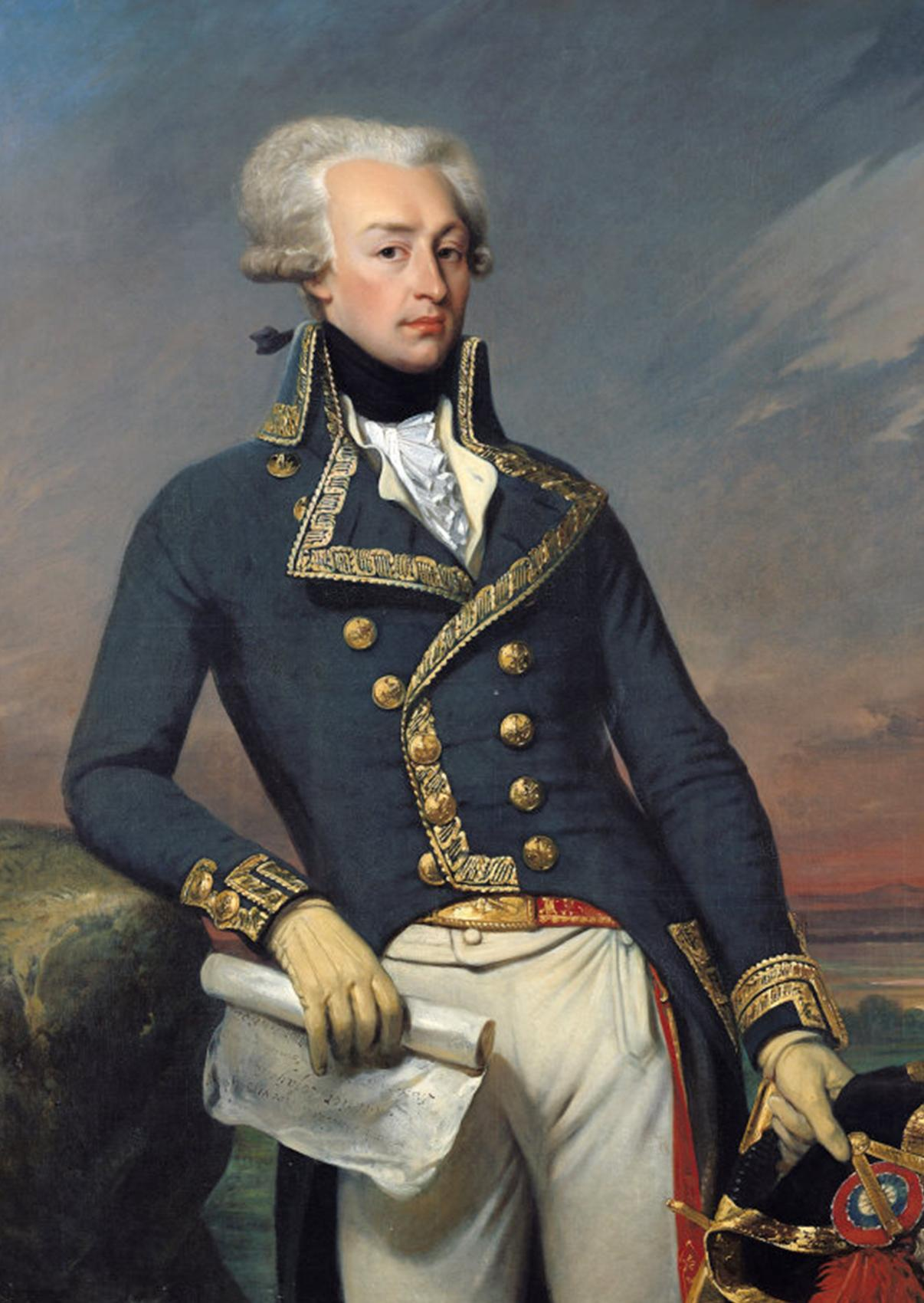
La Fayette

Das Lafayette County wurde 1820 gebildet. Benannt wurde es nach dem Marie-Joseph Motier, Marquis de La Fayette (1757–1834), einem französischen General und Politiker, der auf der Seite der Kolonisten am Amerikanischen Unabhängigkeitskrieg teilnahm und eine wichtige Rolle in der Französischen Revolution spielte.

## Demografische Daten

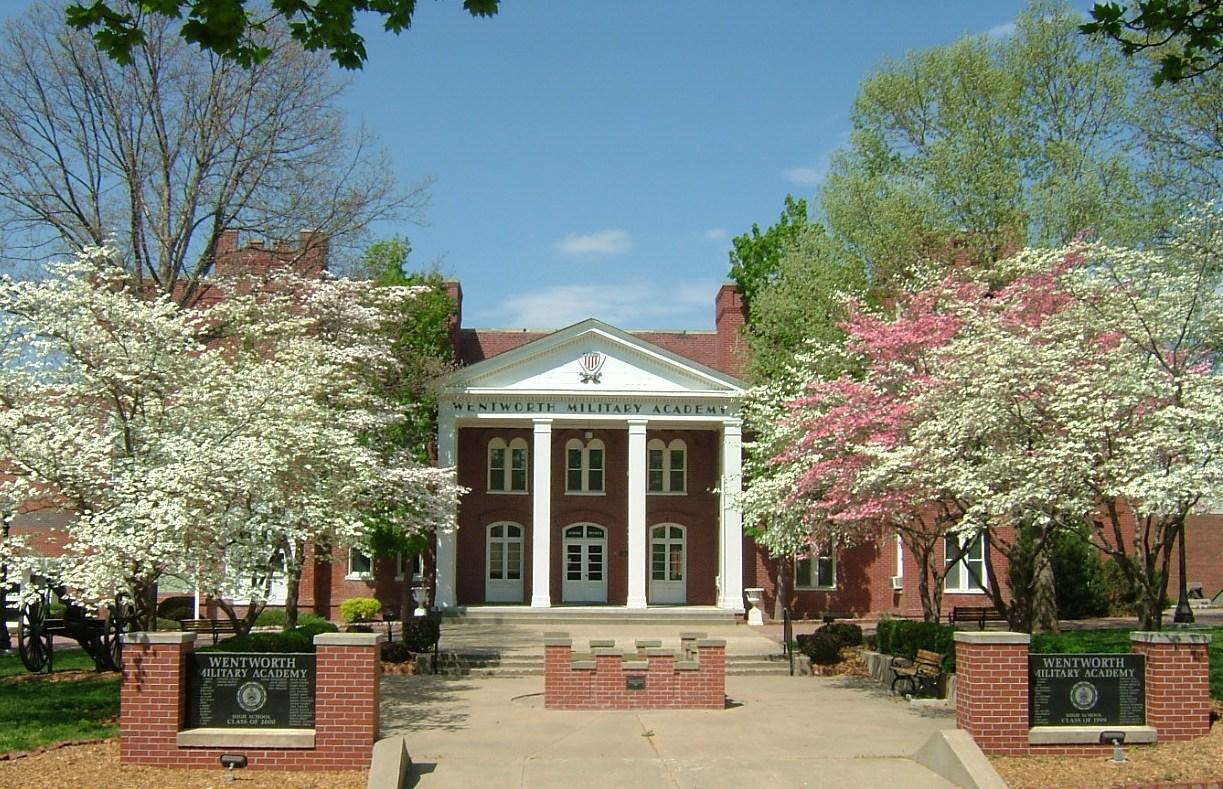
Wentworth Military Academy, gelistet im NRHP

Nach der Volkszählung im Jahr 2010 lebten im Lafayette County 33.381 Menschen in 13.337 Haushalten. Die Bevölkerungsdichte betrug 20,5 Einwohner pro Quadratkilometer. In den 13.337 Haushalten lebten statistisch je 2,36 Personen.
Ethnisch betrachtet setzte sich die Bevölkerung zusammen aus 94,1 Prozent Weißen, 2,2 Prozent Afroamerikanern, 0,4 Prozent amerikanischen Ureinwohnern, 0,4 Prozent Asiaten sowie aus anderen ethnischen Gruppen; 1,9 Prozent stammten von zwei oder mehr Ethnien ab. Unabhängig von der ethnischen Zugehörigkeit waren 2,2 Prozent der Bevölkerung spanischer oder lateinamerikanischer Abstammung.
24,1 Prozent der Bevölkerung waren unter 18 Jahre alt, 59,2 Prozent waren zwischen 18 und 64 und 16,7 Prozent waren 65 Jahre oder älter. 50,7 Prozent der Bevölkerung war weiblich.

Das jährliche Durchschnittseinkommen eines Haushalts lag bei 45.921 USD. Das Prokopfeinkommen betrug 22.733 USD. 10,6 Prozent der Einwohner lebten unterhalb der Armutsgrenze.

## Ortschaften im Lafayette County
Citys
| - Alma - Bates City - Blackburn1 - Concordia - Corder | - Emma1 - Higginsville - Lake Lafayette - Lexington - Mayview | - Napoleon - Oak Grove2 - Odessa - Waverly - Wellington |

Villages
- Aullville
- Dover

Unincorporated Communitys
| - Aullville - Chapel Hill - Dover | - Dover Station - Ernestville - Hodge | - Myrick - Page City - Waterloo |

1 – teilweise im Saline County

2 – teilweise im Jackson County

## Gliederung
Das Lafayette County ist in acht Townships eingeteilt:
| Township            | Einwohner (2010) | FIPS     |
| ------------------- | ---------------- | -------- |
| Clay Township       | 4996             | 29-14428 |
| Davis Township      | 4826             | 29-18406 |
| Dover Township      | 2204             | 29-19936 |
| Freedom Township    | 3546             | 29-25858 |
| Lexington Township  | 5872             | 29-41888 |
| Middleton Township  | 1606             | 29-47882 |
| Sni-A-Bar Township  | 7467             | 29-68456 |
| Washington Township | 2864             | 29-77560 |